# Pseudogramma thaumasia
Pseudogramma thaumasia is een straalvinnige vissensoort uit de familie van de zaag- of zeebaarzen (Serranidae). De wetenschappelijke naam van de soort werd voor het eerst geldig gepubliceerd in 1900 door Gilbert.